# Luigi Macchi
 Luigi Macchi  (né le 3 mars 1832 à Viterbe dans le Latium, et mort le 29 mars 1907 à Rome) est un cardinal italien du XIXe siècle. Il est neveu du cardinal Vincenzo Macchi.

## Biographie
Luigi Macchi exerce diverses fonctions au sein de la Curie romaine, notamment comme préfet du Palais apostolique.
Le pape Léon XIII le crée cardinal lors du consistoire du 11 février 1889. Il est cardinal protodiacre en 1899. 
Le cardinal Macchi participe au conclave de 1903, lors duquel Pie X est élu pape. C'est lui qui couronne le nouveau pape le 9 août 1903.

## Sources
- Fiche sur le site fiu.edu